# Эрдманы
Эрдманы (нем. von Erdtmann) — дворянские роды.

## Происхождение и история рода
Несколько старинных дворянских родов немецкого происхождения, записанных в VI часть родословных книг губерний Ковенской, Могилевской и Витебской. Есть ещё несколько дворянских родов Эрдманов более позднего происхождения.

## Описание герба
Щит пересечен. В верхнем голубом поле три вертикально стоящих золотых колоса в пояс. В нижнем золотом поле круглая красная башня с зубчатым верхом.
Щит увенчан повернутым дворянским шлемом с золотым бурелетом с красным и голубым витками. Нашлемник — возникающий обнаженный муж в зеленом дубовом венке и такой же набедренной повязке, держащий в правой руке три золотых колоса. Намет голубой и красный в шахматы, подложен золотом.